# En vårnatt i Wien
En vårnatt i Wien skrevs av Kai Gullmar (musik) och Hasse Ekman (text), och är en sång som spelades in av Marguerite Viby och utkom på skiva 1941. Den var med i filmen Fröken Kyrkråtta. Sången har även sjungits in av Molly Halleborg och Margareth Måård samt av Viby på danska (då med text av C. V. Meincke). 

### Fotnoter
1. ↑  ”En vårnatt i Wien”. Svensk mediedatabas. 26 februari 1941. http://smdb.kb.se/catalog/search?q=en+v%C3%A5rnatt+i+wien&x=0&y=0. Läst 2 januari 2015.